# 極度空靈
《極度空靈》（英語：Tales from Beyond）是香港電視廣播有限公司製作的恐怖靈異單元劇，全劇共13集，監製李兆華。
此劇於1992年12月首播，並曾於1996年2月、2001年11月及2008年9月在無線電視翡翠台星期二至五及星期六深夜重播。

## 每集主題及製作人員
| 集數 | 主題       | 編劇   | 助理編導      | 編導   |
| 01   | 人鬼情     | 李 登  | 葉廣基 區永業 | 石銘泉 |
| 02   | 不准吸煙   | 劉彩雲 | 楊大寶        | 鄭基成 |
| 03   | 男子有責   | 麥志成 | 林鳳玲 區永業 | 鄭永基 |
| 04   | 再生的信念 | 劉彩雲 | 楊大寶        | 鄭基成 |
| 05   | 運轉乾坤   | 李 登  | 林鳳玲        | 鄭永基 |
| 06   | 快樂的癲雞 | 劉彩雲 | 李淑雯 黃家寧 | 鄺錦宏 |
| 07   | 變異的火種 | 劉彩雲 | 葉廣基 區永業 | 石銘泉 |
| 08   | 魔         | 麥志成 | 楊大寶        | 鄭基成 |
| 09   | 發達之旅   | 麥志成 | 李淑雯 黃家寧 | 鄺錦宏 |
| 10   | 入夢       | 麥志成 | 林鳳玲        | 鄭永基 |
| 11   | 尋         | 麥志成 | 葉廣基 區永業 | 石銘泉 |
| 12   | 孽債       | 李 登  | 李淑雯 黃家寧 | 鄺錦宏 |
| 13   | 相中人     | 李 登  | 林鳳玲        | 鄭永基 |

## 演員表

### 第一集：人鬼情
- 曾航生 飾 許志清
- 何婉盈 飾 白綺華
- 羅君左 飾 PETER
- 叢世杈 飾 松
- 林家棟 飾 威
- 郭卓樺 飾 祥
- 陳潔儀 飾 琼
- 王翠玉 飾 SUGAR
- 莊慧思 飾 MAY
- 千　秋 飾 MARIA
- 蔡欣樺 飾 CANDY

### 第二集：不准吸煙
- 夏　雨 飾 崔顯
- 張鳳妮 飾 萍
- 梁欽棋 飾 VICTOR
- 劉桂芳 飾 MAY
- 梁健平 飾 LOO
- 莫燕嫦 飾 PETTY
- 葉振聲 飾 CID
- 林家棟 飾 CID
- 郭卓樺 飾 CID
- 戴少民 飾 CID
- 王翠玉 飾 貞
- 曾慧雲 飾 玲
- 戴偉光 飾 全伯
- 江　寧 飾 醫生
- 承　恩 飾 七叔
- 黃天鐸 飾 經理
- 羅君左 飾 阿細

### 第三集：男子有責
- 廖偉雄 飾 孟  男
- 麥翠嫻 飾 孟男妻子
- 陳嘉賢 飾 孟男姐
- 羅　蘭 飾 孟男母親
- 曾燕婷 飾 孟男女兒
- 陳中堅 飾 老  闆
- 陳燕航 飾 ANN
- 鄭君寧 飾 孟男同事
- 麥嘉倫 飾 孟男同事
- 王偉樑 飾 孟男同事
- 林家棟 飾 孟男同事
- 呂劍光 飾 客  戶
- 羅君左 飾 小  賊
- 梁健平 飾 建築師
- 廖麗麗 飾 被劫婦人
- 白　蘭 飾 圍觀婦人
- 黎秀英 飾 圍觀婦人
- 麥皓為 飾 醫  生
- 曾近榮 飾 鬼醫生

### 第四集：再生的信念
- 王　偉 飾 史覺正
- 陳美琪 飾 白芷君
- 楊　羚 飾 何明慧
- 江　漢 飾 張　雄
- 方　傑 飾 醫　生
- 林道權 飾 SAM
- 馮瑞珍 飾 英　姐
- 黃成想 飾 私家偵探

### 第五集：運轉乾坤
- 許紹雄 飾 陳求安
- 胡美儀 飾 阿梅
- 莊慧思 飾 產婦
- 黃祖明 飾 丈夫
- 羅國輝 飾 阿昌
- 何壁堅 飾 經理
- 李子奇 飾 馬主任
- 李衛民 飾 職員
- 千　秋 飾 職員
- 葉振聲 飾 職員
- 羅樂林 飾 何永富
- 虞天偉 飾 阿基
- 蔡欣樺 飾 基妻
- 談泉慶 飾 阿龍
- 林其欣 飾 羅美嬌
- 麥子雲 飾 司機
- 黎秀英 飾 女傭
- 黃建峰 飾 男助手
- 羅國維 飾 姐夫
- 河國榮 飾 司儀
- 方　傑 飾 醫生
- 陳燕航 飾 護士
- 田　菁 飾 嬌父
- 蘇恩磁 飾 嬌姐
- 麥嘉倫 飾 綁匪
- 郭卓樺 飾 綁匪

### 第六集：快樂的癲雞
- 邵仲衡 飾 李俊生RICHARD
- 梁佩瑚 飾 SANDY
- 吳詠虹 飾 P.K.
- 方　傑 飾 富商甲
- 游　飇 飾 青年甲
- 王偉樑 飾 青年乙
- 黃鳳瓊 飾 媽媽生
- 莊慧思 飾 之  客
- 陳燕航 飾 之  客
- 千　秋 飾 舞女甲
- 王翠玉 飾 舞女乙
- 黎耀祥 飾 明
- 江　寧 飾 金先生
- 龍天生 飾 梁建平
- 黃成想 飾 戲班武生
- 王維德 飾 戲班職員
- 潘文柏 飾 DAVID
- 徐忠信 飾 張正武
- 鄧煜榮 飾 夜總會客甲
- 彭峻輝 飾 扒手
- 黃建峰 飾 夜總會客乙
- 鄭君寧 飾 侍應

### 第七集：變異的火種
- 李國麟 飾 文
- 劉美娟 飾 燕
- 徐廣林 飾 強
- 黎　宣 飾 文　母
- 楊得時 飾 太　子
- 黃瑋林 飾 RAYMOND
- 林道權 飾 太子手下
- 曹　濟 飾 明　叔

### 第八集：魔
- 羅嘉良 飾 張家偉
- 翁杏蘭 飾 李少雯
- 姚芷菁 飾 MAGGIE
- 梁榮忠 飾 傻仔登
- 李衛民 飾 旅遊男甲
- 黃衛琳 飾 旅遊男乙
- 王偉樑 飾 旅遊男丙
- 亦　羚 飾 旅遊女甲
- 羅雪玲 飾 旅遊女乙
- 林家棟 飾 DICK
- 莫燕嫦 飾 CAT
- 馮瑞珍 飾 村婦甲
- 孫季卿 飾 村民甲
- 何猶強 飾 陳教授
- 黎冠宏 飾 PANL
- 邱惠芳 飾 偉母 (V.O)

### 第九集：發達之旅
- 吳岱融 飾 梁廣
- 鍾淑慧 飾 何娟娟
- 鮑　方 飾 伯
- 黃　新 飾 廣　父
- 陳惠瑜 飾 廣母
- 黃靜宜 飾 廣妹
- 王偉樑 飾 廣同事甲
- 黃文標 飾 廣同事乙
- 葉振聲 飾 廣同事丙
- 廖麗麗 飾 王　太
- 李衛民 飾 經　紀
- 莫燕嫦 飾 廣秘書
- 麥嘉倫 飾 導　演
- 亦　羚 飾 娟同事
- 林嘉麗 飾 娟褓母
- 朱威廉 飾 廣子WILLIAM仔
- 于　楓 飾 三　姐
- 何浩源 飾 男子甲
- 鄭君寧 飾 侍　應

### 第十集：入夢
- 鄭伊健 飾 陳洋
- 余倩雯 飾 呈茵
- 胡楓 飾 鄧教授
- 林文森 飾 陳洋妻子
- 凌　漢 飾 幹部
- 王偉樑 飾 紅衛兵
- 鄭君寧 飾 紅衛兵
- 千　秋 飾 紅衛兵
- 呂劍光 飾 知識份子
- 候振宇 飾 呈　輝
- 承　恩 飾 九伯
- 石　雲 飾 林民
- 孫季卿 飾 村　民
- 黎秀英 飾 村　民

### 第十一集：尋
- 歐瑞偉 飾 楊　忠
- 談泉慶 飾 古　SIR
- 莫燕嫦 飾 女　警
- 陳榮峻 飾 買狗小販
- 李秀媚 飾 Jackie
- 譚一清 飾 馬神父
- 何昭傑 飾 明
- 容嘉勵 飾 明　妻
- 林家棟 飾 表　哥

### 第十二集：孽債
- 陶大宇 飾 江兆華
- 蔡少芬 飾 綉綉
- 蔡嘉莉 飾 萍
- 陳燕航 飾 老者
- 羅　莽 飾 族　長
- 薛　峻 飾 族　長
- 王維德 飾 族　人
- 陳國邦 飾 葉　仔
- 黃建峰 飾 攝影師
- 何浩源 飾 男主角戲中戲
- 梁建平 飾 何醫生
- 崔德華 飾 剪片師
- 劉鳳婷 飾 李姑娘
- 千　秋 飾 舞蹈藝員
- 莊慧思 飾 舞蹈藝員
- 莫燕嫦 飾 舞蹈藝員
- 何穗瑩 飾 舞蹈藝員
- 鄭君寧 飾 舞蹈藝員
- 游　飈 飾 舞蹈藝員
- 林家棟 飾 舞蹈藝員
- 洪一鳴 飾 司　機
- 李衛民 飾 管理員

### 第十三集：相中人
- 雷宇揚 飾 陳啟基
- 姚正菁 飾 WINNIE
- 林家棟 飾 相中人 (男)
- 莫燕嫦 飾 相中人 (女)
- 莊慧思 飾 模特兒
- 李衛民 飾 美術指導
- 博　君 飾 化裝師
- 蔡　雲 飾 老闆
- 虞天偉 飾 新聞報導員
- 黃文標 飾 劫匪
- 戴少民 飾 模特兒
- 王翠玉 飾 模特兒
- 黃德斌 飾 模特兒
- 劉慧嫻 飾 模特兒
- 何壁堅 飾 神父

## 歌曲
《愛的境界》(第一集《極度空靈之人鬼情》片尾曲)

作曲：徐日勤

填詞：周禮茂

編曲／監製：徐日勤

主唱：曾航生、何婉盈

提供：華納唱片有限公司

## 電視節目的變遷
| 香港 無綫電視翡翠台 午夜劇集時段 逢星期三至六 00:30-01:30 · 逢星期日 00:20-01:20 | 香港 無綫電視翡翠台 午夜劇集時段 逢星期三至六 00:30-01:30 · 逢星期日 00:20-01:20 | 香港 無綫電視翡翠台 午夜劇集時段 逢星期三至六 00:30-01:30 · 逢星期日 00:20-01:20 |
| -------------------------------------------------------------------------------- | -------------------------------------------------------------------------------- | -------------------------------------------------------------------------------- |
|                                                                                  | 極度空靈 （2001.11.06 - 2001.11.09）                                             |                                                                                  |
| 妙手仁心 （2001.09.21- 2001.11.03）                                              | 第九屆中國全運會 （2001.11.12 - 2001.11.23）                                     |                                                                                  |

| 香港 無綫電視翡翠台 深夜劇集時段 逢星期日 02:15-03:15 | 香港 無綫電視翡翠台 深夜劇集時段 逢星期日 02:15-03:15 | 香港 無綫電視翡翠台 深夜劇集時段 逢星期日 02:15-03:15 |
| ----------------------------------------------------- | ----------------------------------------------------- | ----------------------------------------------------- |
|                                                       | 極度空靈 （2008.09.07 - 2008.12.28）                  |                                                       |
| 民間傳奇:牡丹亭 （2008.08.31）                        | 驚心都市 （2009.01.04 - 2009.03.28）                  |                                                       |